# Црнце
Црнце або Церрце (алб. Cerrcë; серб. Црнце / Crnce) — село в Косово, розташоване за 2 кілометри на південь від міста Істок.

## Географія
Село з близько 300 будинків розташовано у північно-західній частині Косово, поряд із сербським кордоном.
Основу місцевої економіки складають фермерські господарства. Втім головний прибуток жителі села отримують від роботи в державному секторі. Окрім того, у Црнце є невеличка будівельна компанія, родинні крамниці, таксі тощо.

## Відомі уродженці
- Ібрагім Ругова — перший президент Косова
- Насер Ругова — член парламенту Косова
- Селман Кадріа — албанський співак